# World Series of Poker Europe 2011
Die World Series of Poker Europe 2011 war die fünfte Austragung der World Series of Poker in Europa. Sie fand vom 7. bis 19. Oktober 2011 zum ersten Mal im Casino Barrière Le Croisette im französischen Cannes statt.

## Turniere

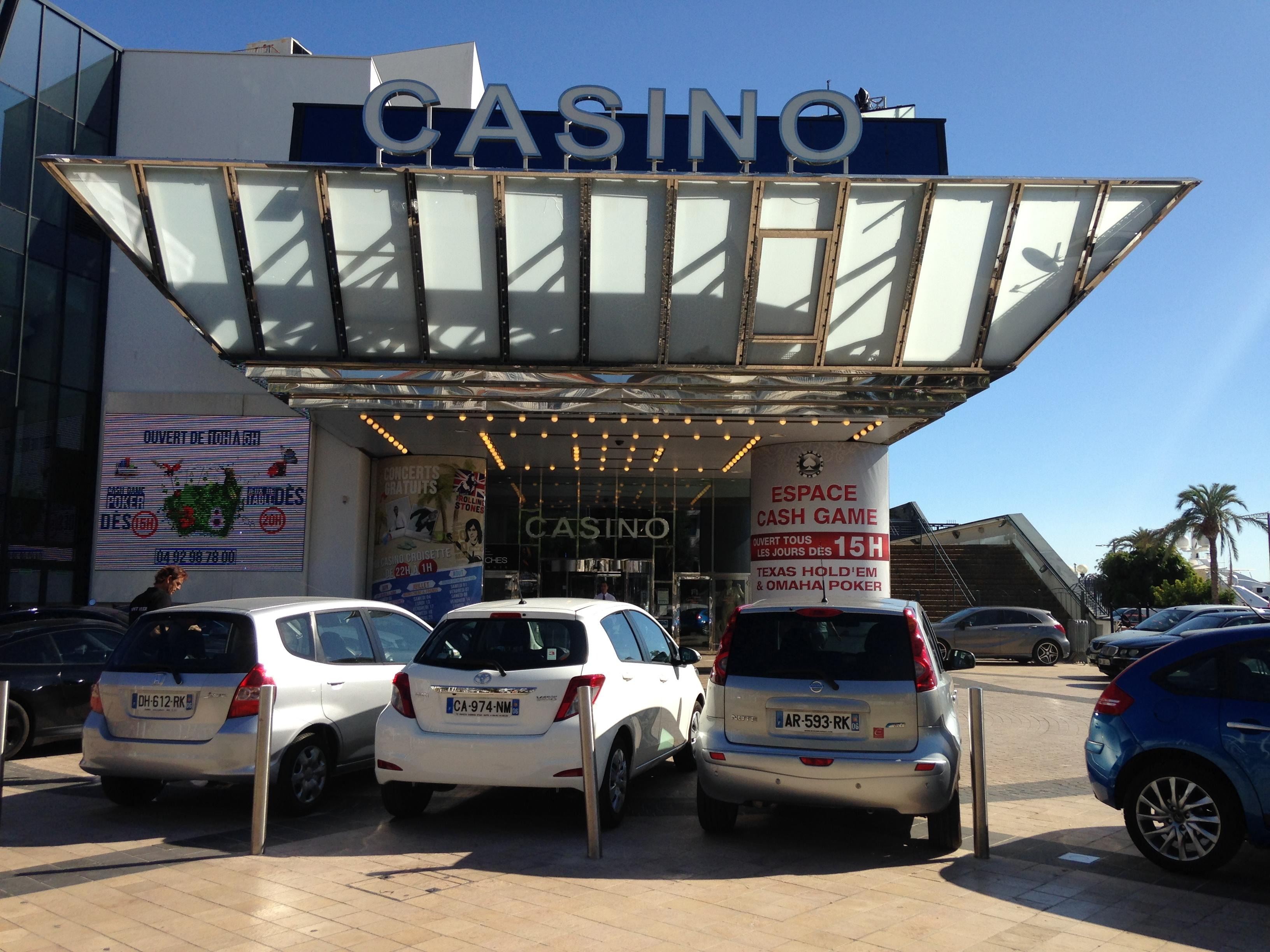
Alle Turniere wurden im Casino Barrière Le Croisette ausgetragen

### Struktur
Es standen sieben Pokerturniere auf dem Turnierplan, wovon fünf in der Variante No-Limit Hold’em sowie zwei in Pot Limit Omaha gespielt wurden. Der Buy-in lag zwischen 1090 und 10.400 Euro. Für einen Turniersieg bekamen die Spieler neben dem Preisgeld ein Bracelet.

### Turnierplan
Im Falle eines mehrfachen Braceletgewinners gibt die Zahl hinter dem Spielernamen an, das wievielte Bracelet in diesem Turnier gewonnen wurde.
| # | Buy-in (in €) | Turnier                         | Turnierbeginn | Teilnehmer | Sieger               | Herkunft           | Preisgeld (in €) |
| - | ------------- | ------------------------------- | ------------- | ---------- | -------------------- | ------------------ | ---------------- |
| 1 | 02.680        | Six Handed No Limit Hold’em     | 7. Okt. 2011  | 360        | Guillaume Humbert    | Schweiz            | 0.215.999        |
| 2 | 01.090        | No Limit Hold’em                | 8. Okt. 2011  | 771        | Andrew Hinrichsen    | Australien         | 0.148.030        |
| 3 | 05.300        | Pot Limit Omaha                 | 10. Okt. 2011 | 180        | Steve Billirakis (2) | Vereinigte Staaten | 0.238.140        |
| 4 | 03.200        | No Limit Hold’em Shootout       | 11. Okt. 2011 | 258        | Tristan Wade         | Vereinigte Staaten | 0.182.048        |
| 5 | 10.400        | No Limit Hold’em (Split Format) | 12. Okt. 2011 | 125        | Michael Mizrachi (2) | Vereinigte Staaten | 0.336.008        |
| 6 | 01.620        | Six-Handed Pot Limit Omaha      | 13. Okt. 2011 | 339        | Philippe Boucher     | Kanada             | 0.124.584        |
| 7 | 10.400        | WSOPE Main Event Championship   | 15. Okt. 2011 | 593        | Elio Fox             | Vereinigte Staaten | 1.400.000        |

### Main Event

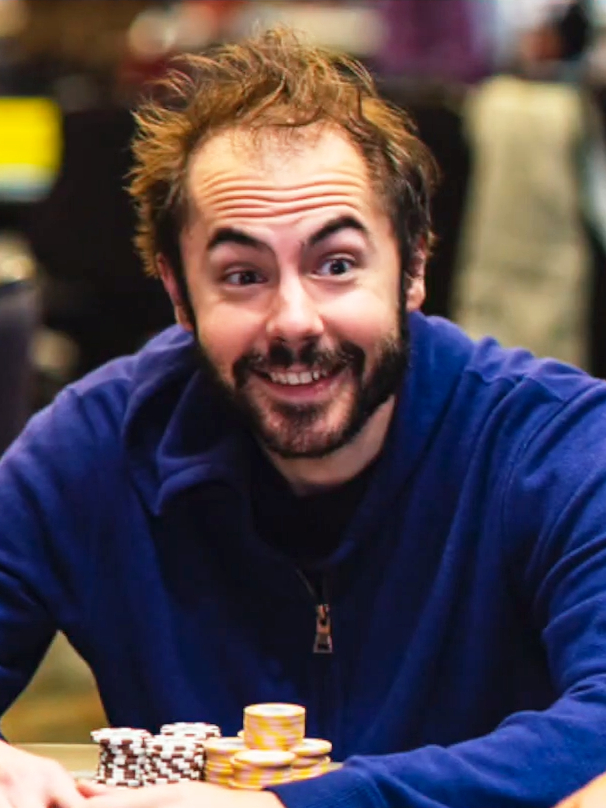
Elio Fox (2019)

Das Main Event wurde vom 14. bis 19. Oktober 2011 gespielt. Die finale Hand gewann Fox mit A♦ 10♠ gegen Moormans A♥ 7♠.
| Platz | Herkunft               | Spieler        | Preisgeld (in €) |
| ----- | ---------------------- | -------------- | ---------------- |
| 1     | Vereinigte Staaten     | Elio Fox       | 1.400.000        |
| 2     | Vereinigtes Konigreich | Chris Moorman  | 0.800.000        |
| 3     | Deutschland            | Moritz Kranich | 0.550.000        |
| 4     | Vereinigte Staaten     | Brian Roberts  | 0.400.000        |
| 5     | Irland                 | Dermot Blain   | 0.275.000        |
| 6     | Kanada                 | Shawn Buchanan | 0.200.000        |
| 7     | Vereinigtes Konigreich | Jake Cody      | 0.150.000        |
| 8     | Irland                 | Max Silver     | 0.115.000        |

## Player of the Year

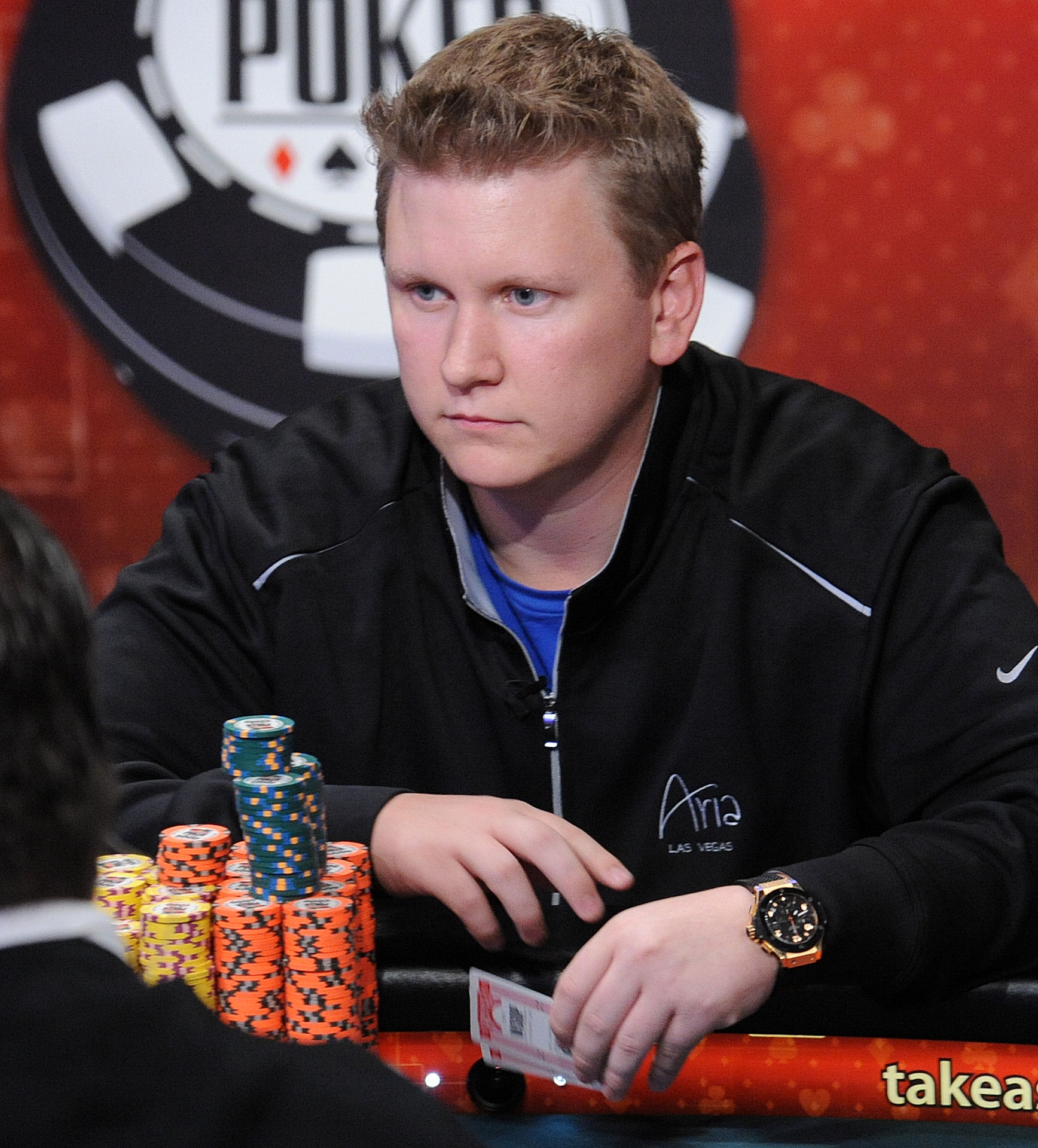
Ben Lamb (2011)

Die Auszeichnung als Player of the Year erhielt der Spieler, der über alle Turniere hinweg die meisten Punkte sammelte. Das Ranking beinhaltete auch die Turniere der Hauptturnierserie, die vom 30. Mai bis 19. Juli 2011 in Las Vegas ausgespielt wurde. Sieger Ben Lamb gewann ein Bracelet und belegte den dritten Platz im Main Event. Insgesamt erreichte er vier Finaltische und platzierte sich fünfmal in den Geldrängen.
| Platz | Herkunft               | Spieler              | Punkte |
| ----- | ---------------------- | -------------------- | ------ |
| 1     | Vereinigte Staaten     | Ben Lamb             | 909,05 |
| 2     | Vereinigte Staaten     | Phil Hellmuth        | 755,25 |
| 3     | Vereinigtes Konigreich | Chris Moorman        | 753,95 |
| 4     | Kanada                 | Shawn Buchanan       | 631,74 |
| 5     | Deutschland            | Pius Heinz           | 570,00 |
| 6     | Vereinigte Staaten     | Brian Rast           | 550,00 |
| 7     | Frankreich             | Bertrand Grospellier | 545,75 |
| 8     | Vereinigte Staaten     | Jason Mercier        | 449,08 |
| 9     | Tschechien             | Martin Staszko       | 446,00 |
| 10    | Vereinigtes Konigreich | Jake Cody            | 445,23 |